# Neal Conan

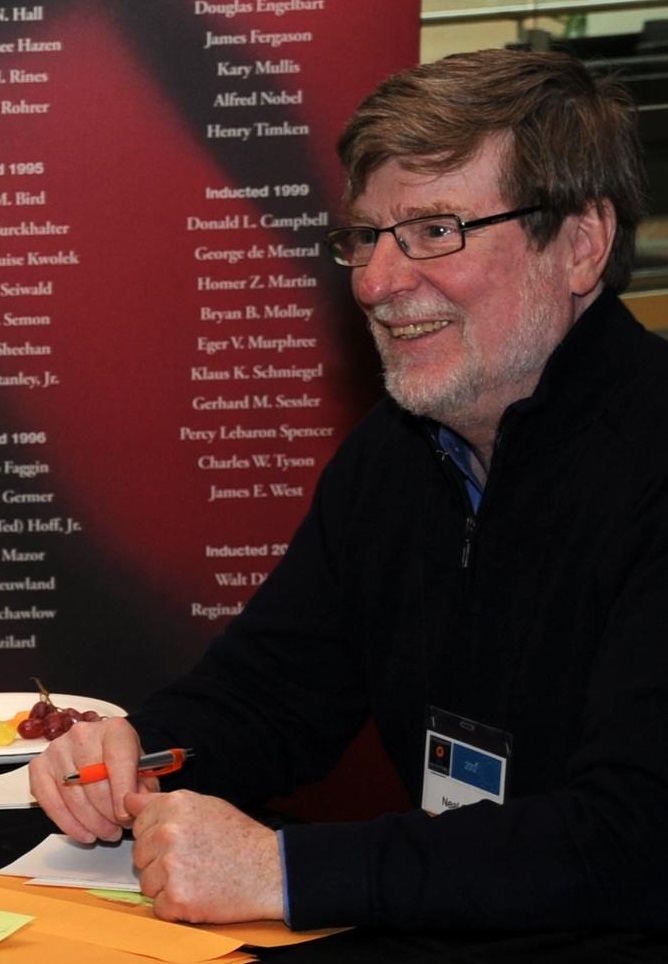
Neal Conan 2012

Neal Conan (* 26. November 1949 in Beirut, Libanon; † 10. August 2021 in Hawi, Hawaii) war ein amerikanischer Radiojournalist, Produzent und Korrespondent.
Von 2001 bis 2013 war er Moderator der Sendung Talk of the nation, die im National Public Radio auf zuletzt über 400 US-Sendern ausgestrahlt wurde. Seine erste von zwei Ehen brachte zwei Kinder hervor.